# Бєлгородський розряд
Бєлгородський розряд, Бєлгородський стовповий розряд — військово-територіальна та адміністративна одиниця Московського царства, у XVII—XVIII століттях.
Розряд заснований у 1658 році і розташовувався на території сучасних Орловської, Курської, Бєлгородської, Сумської, Харківської та Воронезької областей. Адміністративним центром був спочатку Бєлгород, а потім Курськ. У складі Бєлгородського розряду перебували розрядний та слобідські козацькі полки. Бєлгородський розряд скасовано указом Петра I від 18 грудня 1708 року.

## Історія
Із завоювання територій у Великого князівства Литовського Великим князівством Московським і далі в Російському царстві до середини XVII століття південні (украйні) міста являли собою відокремлені прикордонні остроги (фортеці), поставлені поблизу татарських сакмів, «щоб чужі люди на окраїни безвісти не приходили».
Основною адміністративною одиницею Російського царства XVII столітті був повіт. У більшості повітів було по одному місту. Місто було військовим, судовим та адміністративним центром прилеглого до нього повіту. Розподіл території Російського царства на повіти склалося поступово, історично, на основі колишніх князівств та їхніх уділів.
Із побудовою Бєлгородської межі в 1640-х роках виникла необхідність управління великою територією, важливою у воєнному плані для Російського царства. Керувалося все царство на той час через систему приказів. Розрядний приказ відав служивими людьми, військовим управлінням, і навіть південними («українними») містами, потім Малоросійський приказ. У веденні Розрядного наказу було розподіл служивих людей по поселеним полкам, призначення воєвод та його товаришів (помічників) у складі бояр і дворян міста Росії, управління засічної, сторожової і станичної службами — прикордонної службою на засікових межах, забезпечення служивих людей земельною, хлібною та грошовою платнею.
З 1636 року почалося будівництво нової укріпленої лінії — Бєлгородської межі з центром у місті-фортеці Бєлгороді. Простір біля межі швидко заселявся, особливо з початку 1650-х років, коли відбулося велике пересування прикордонного (українського) населення на вільні землі, на запрошення Російського царя. Ще 1646 року робилася спроба зі створення єдиного центру керування військово-територіальними формуваннями на Півдні Росії у Бєлгороді, проте тоді справа доведена остаточно не була. У 1650-х роках у Розрядному наказі з'явився новий «стіл» — Бєлгородський, який ділився на «виття», які очолювали «старі під'ячі».
У 1658 році було засновано Бєлгородський розряд (частіше званий Бєлгородським полком), як військово-адміністративна одиниця, що об'єднує кілька повітів. У Бєлгороді була створена окружна канцелярія — Бєлгородська розрядна приказна хата. Спочатку до розряду було включено 17 міст з околицями:
- Бєлгород,
- Новий Оскол,
- Валуйки,
- Мценськ,
- Новосіль,
- Чернь
- Чугуїв та інші міста.

Адміністративним центром Бєлгородського розряду був спочатку Бєлгород, а пізніше Курськ. Воєвода Бєлгородського розряду також очолював і Бєлгородський полк. У разі військової небезпеки під його команду мали також сходитися зі своїми загонами воєводи Орла, Тули, Єльця. Таким чином, Бєлгородський розряд територіально та адміністративно охоплював повністю чи частково нинішні Орловську, Курську, Бєлгородську, Сумську, Харківську та Воронезьку області.
Величезна територія Бєлгородського розряду, що поступово розширювалася завдяки поверненню відторгнутих територій Русі, охоплювала басейни Дону, Сіверського Дінця, правого припливу Оки — р. Зуші, Псла і верхньої течії Сейму.
Першим воєводою Бєлгородського розряду став князь Григорій Григорович Ромодановський. Як йшлося в наказі, розрядний воєвода призначався «до Бєлгорода … знати міста і в них воєвод і ратних полкових і облогових всяких чинів людей службою і судом і грошовими і хлібними всякими доходами». Одночасно з виникненням Бєлгородського розряду формується Бєлгородський розрядний полк — військове з'єднання, що включало всі збройні сили розряду.
Починаючи з осені 1658 року (тобто фактично з моменту свого створення) війська Бєлгородського розряду брали участь в охороні кордонів Росії, у російсько-польській війні 1654—1667 років. Потім вони брали участь у бойових діях проти гетьманів Івана Брюховецького та Петра Дорошенка у 1668—1669 роках, придушенні бунту (повстання) С. Разіна, в Російсько-турецькій війні 1672—1681 років, у Кримських та Азовських походах. Неодноразово Бєлгородський розряд отримував «подячне слово» від царів Олексія Михайловича та Петра I.
Бєлгородський розряд скасовано указом Петра I від 18 грудня 1708 року. Його територія була розділена між новоствореними Київською та Азовською губерніями.

## Територія
Територія Бєлгородського розряду поділялася на три частини: міста «в межах» (тобто, розташовані «всередині» Бєлгородської межі), міста «по межі» (тобто що розташовувалися безпосередньо на Бєлгородській межі, і включені до її системи укріплень-містечок), міста «за межею», розташовані із «зовнішнього» (степового) боку Межі. Кількість міст (повітів), що входили до його складу, неодноразово змінювалася.
У 1660 році Бєлгородський розряд налічував 44 «міста»: Бєлєв, Мценськ, Новосіль, Лівни, Старий Оскол, Чернавськ, Єпіфань, Єфремов, Охтирськиї, Вільний, Карпов, Бєлгород, Яблунів, Верхососенський, Усерд, Коротояк, Воронеж, Костенський, Добрий, Козлів, Бєльський, Волуйки, Болхів, Орел Чернь, Єлець, Курськ, Талецький, Лебедянь, Данков, Обоянь, Олешня, Хотмишськ, Болховий, Короча, Новий Оскол, Острогозьк, Ольшанськ, Урив, Усмань, Орлов, Сокільськ, Чєлновий, Чугуїв.
1663 року Бєлгородський розряд налічував 51 «місто». Із них 19 міст перебували «в межах»: Бєлєв, Болхов, Мценськ, Курськ, Лівни, Єлець, Орел, Кроми, Чернь, Новосіль, Талецький, Чернавськ, Єфремов, Єпіфань, Данков, Лебедянь, Старий Оскол, Обоянь, Землянськ. «На межі» розташовувалися 25 міст: Бєлгород, від Бєлгорода «по межі» праворуч (якщо дивитися з Москви): Болховий, Карпов, Хотмишськ, Вільний, Олешня, Охтирка. «По межі ж від Білгорода на лівий бік»: Короча, Яблунів, Новий Оскол, Верхососенськ, Усерд, Ольшанськ, Острогозьк, Коротояк, Урив, Воронеж, приписні до Воронежа містечка Костенськ та Орлів, Усмань, Сокільськ, Добрий, Козлов, козловські містечка: Більське містечко, Челнавський острог. Міст «за межею» 7, «а відомі ті міста до Бєлгорода»: Чугуїв, Валуйки, Царьов-Борисов, Нєжегольськ, Колонтаєв, Харків, Зміїв.
У 1660-х років з Бєлгородського розряду виділили Севський розряд, до нього увійшли південно-західні (українні) російські міста з повітами.
На початку 1668 білгородським воєводою князем Ю. М. Барятинським для полегшення управління великим Білгородським розрядом було запропоновано проект поділу його на дві частини: Бєлгородський (32 «західних» міста) та Воронезький (31 «східне» місто) розряди. Однак через початок у лютому 1668 р. заколоту гетьмана І. М. Брюховецького ця адміністративна реформа так і не була реалізована.
За розписом 1676/1677 років у Бєлгородському розряді значилося вже 61 місто: у «чорті» — Мценськ, Єлець, Лівни, Курськ, Новосіль, Чернь, Єпіфань, Данков, Лебедянь, Талецький, Чернавський, Єфремов, Старий Оскол, Землянськ, Обоянь, Суджа, Сумин, Лебедин, Миропілля, Краснопілля, Білопілля; на «межі» — Бєлгород; «по межі праворуч» (з боку Москви, тобто на захід від Бєлгорода) — Болховий, Карпов, Хотмиський, Вільний, Охтирський Олешня, Боровль; «за межею ліворуч» — Короча, Яблунів, Новий Оскол, Верхососенський, Усерд, Ольшанський. Острогозький, Коротояк, Урив, Костенський, Воронеж, Ордів, Усмань, Білоколодський острог, Сокільський, Добре, Козлов, Бєльське містечко у Козловському повіті, Челнавський острог; «за межею» — Нежегольський, Валуйки, Чугуїв, Салтів, Харків, Колонтаєв, Краснокутський, Городнє, Богодухів, Мурава, Буликлія, Зміїв, Царів Борисов, Валки, Маяцький, Соляний.

## Розрядні воєводи
Керівництво Бєлгородським розрядом здійснював Розрядний воєвода, який мав всю повноту військової, судової та адміністративної влади на підзвітній території в державі. Царським указом йому наказувалося «відати міста і [цих міст] полкові та міські служби всяких ратних чинів людей полковими і судними та всякими розправними справами», тобто йому підпорядковувалися і «міста»/повіти (а також міські воєводи), і всі служилі люди, що перебували на їхній території. Для адміністративного управління територією було створено спеціальну канцелярію — Бєлгородська розрядна наказна хата, яка була підзвітна Розрядному наказу в Москві. Розрядний воєвода також був підзвітний Розрядному наказу.
Воєвода Бєлгородського розряду одночасно був командувачем Бєлгородського розрядного полку. На час його відсутності (участь у походах чи виклики до Москви) управління Бєлгородським розрядом здійснював бєлгородський містовий (осадовий) воєвода.
Воєводи Бєлгородського розряду:
- 1658—1664 — окольничий кн. Г. Г. Ромодановський
- 1664—1666 — боярин кн. Б. О. Рєпнін
- 1668—1668 — окольничий кн. Ю. М. Барятинський
- 1668—1678 — боярин кн. Г. Г. Ромодановський
- 1678, 8 листопада — боярин кн. І. Б. Рєпнін
- 1678, 21 листопада — боярин І. Б. Милославський
- 1679—1682 — боярин кн. П. І. Хованський
- 1683—1685 — боярин О. С. Шеїн
- 1685 — вер. 1687 — боярин кн. М. А. Голіцин (помер у Бєлгороді)
- 1687, вер. — 1697, лют. — боярин Б. П. Шереметєв
- 1697, лют. — 1700, лют. — боярин кн. Я. Ф. Долгоруков
- 1700—1702 — генерал-майор Христофор Андрійович Ригімон
- 1702—1707 — генерал-поручник кн. І. М. Кольцов-Мосальський (з 1703 р. називався також губернатором)
- 1707 — кн. Д. М. Голіцин, також наказано його писати Київським воєводою, а з 6 березня 1711 — губернатором, на цій посаді залишався до 1718 року.

## Бєлгородський розрядний полк
Бєлгородський розрядний полк — військове з'єднання, що включало всі польові («полкової служби») війська Бєлгородського розряду (військово-адміністративного округу). Також зустрічаються найменування — Бєлгородський воєводський полк, Бєлгородський полк.
Гарнізонні («міської служби») війська залишалися у віданні містових (осадових) воєвод, брали участь у походах, і входили до складу Бєлгородського полку.

### Склад
Бєлгородський розрядний полк складався з кількох компонентів:
- помісної кінноти (міські дворяни та діти боярські «сотенної служби»)
- полків «Нового ладу» (копійного, рейтарських, драгунських та солдатських)
- житлового стрілецького наказу у Білгороді
- черкаських (слобідських) козацьких полків

Загальна чисельність ратних людей Бєлгородського полку, і навіть його структура та організація неодноразово змінювалися (деталі див. нижче).
При створенні Бєлгородського розряду в червні 1658 він налічував 19 252 чол.: 2 тис. помісної кінноти, 3 рейтарських (полк-к Яган Фанрозенбах, 1 200 чол.; напівполк-к Іван Шепелєв, 600 чол.; півполк-к Семен Кушнір-Писарєв, 600 чол.), 3 драгунських (полк-к Рафайло Корсак, 1329 чол.; Вілім Фанзейц, 1251 чол.; Яган Фанзагер, 1121 чол.) і 6 солдатських (Бєлгородський полк-к Філіп Фанбуковін, 1601 ч.; Яблуновський Яків Леслі, 1623 ч.; Козловський Яків Ронорт, 1575 ч.; Усердський Федір Вормзер 1481 ч.; Верхососенський Яган Інвальт, 1400 ч.; Карповський, Вилим Фангален, 1522 ч.) полки, приказ московських стрільців К. Євлєва (600 ч.) .
У липні 1658 року рейтарські полки І. Шепелєва та С. Скорнякова-Писарєва, а також драгунський полк Р. Корсака були направлені до гарнізону Києва. Натомість на початку осені було сформовано 2 додаткові полки (шквадрони), командування якими було доручено полковнику Віліму Фангалену та півполковнику Івану Сасу. Також восени 1658 р. полковник У. Фанзейц очолив Верхосенський солдатський полк, яке полковник Я. Інвалт — драгунський полк Фанзейця. Замість Ф. Вормзер його рейтарський полк очолив Я. Фанзагер, яке драгунський полк отримав Михайло Гопт. Полковника Я. Фангалена на чолі Карповського солдатського полку змінив Яган Краферт. Також було сформовано 3 копійні роти, якими в січні 1659 р. командували ротмістри І. Беклемішев, А. Тяпкін та Т. Шеншин.
Навесні 1659 року частина військових сил Бєлгородського полку було залишено для оборони південних рубежів Російської держави, й у Конотопському поході з кн. Г. Г. Ромодановським взяло участь 7,3 тис. бєлгородців: 1066 помісної кінноти, 221 копійників (3 роти), 1091 рейтарів (полки/шквадрони В. Фангалена та І. Саса), 390 драгунів полку Я. Інвалта, 4298 солдатів (полки Ф. Фанбуковина, Я. Леслі та Я. Краферта) та 250 донських козаків та новохрещенів.
Навесні 1662 року Бєлгородський розрядний полк налічував за списками 15,2 тис. чол. : 97 помісної кінноти, копійний полк Л. Копіна (при ньому рейтарська шквадрона, всього 1212 копійників і рейтар), 6 рейтарських (Федора Вормзера, 1141 ч.; Михайло Гопта, 1048 ч.; Ягана Тура, 1011 ч.; Івана Саса, 9). ч.; Леонтія Отмусова, 896), 2 драгунських (Адама Еля, 923 ч.; В. Корміхеля, 685 ч.) та 5 солдатських (Я. Леслі, 1607 ч.; Я. Інвальта, 1473 ч.; Федора Ніротморцева, 1354 ч.; Я. Фанзагера, 1042 ч.; Дірика Графа, 821 ч.) полків, стрілецький наказ К. Євлєва (634) і 377 донських і орішківських козаків.
На огляді 18 вересня 1662 року Бєлгородський розрядний полк налічував 12,7 тис. чол. : 133 ч. «сотенної служби», 1383 ч. у копійному полку (копійна шквадрона майора Петра Стромичевського — 583 ч.; рейтарська шквадрона півполковника Єремея Марлета — 600 чол.), 6 рейтарських (Федора Вормзера, 1169 ч.; Михайло Гопта, 984 ч.; Рафайло Корсак, 474 ч.; Івана Саса, 1054 ч.; Петра Скоржинського, 645 ч.; Леонтія Отмусова, 851 ч. — всього 5177 ч.), 2 драгунских (Любима Вяземского, 557 ч.; Адама Еля, 622 ч.), 5 солдатських (Яків Леслі, 859 ч.; Яган Інволт, 1115 ч.; Яган Фанзаєг, 710 ч.; Осип Спєшнєв, 887 ч.; Дірік Граф, 582 ч.) полків, стрілецький наказ К. Євлєва (582 ч.) і 340 донських і орішківських козаків і новохрещених.
Навесні 1663 року (171 р.) у Бєлгородському розрядному полку вказано 7 рейтарських (Федір Вормзер, Михайло Гопт, Іван Сас, Петро Скоржинський, Яків Тур, Леонтій Отмусов, Рафайло Корсак), один драгунський (Яган Гуліц) та 6 солдатських (Яків Леслі, Яган Інвольт, Яган Фанзагер, Осип Спешнєв, Адам Гель/Ель, Дірік Граф) полків.
У лютому 1664 р. при відбитті «Зимового походу» короля Яна-Казимира Бєлгородський розрядний полк під командуванням кн. Г. Г. Ромоданівського налічував у строю 10,8 тис. чол.: 96 «сотенної служби», 361 початкова людина полків «нового ладу», 880 копійників, 7 рейтарських полків (Ф. Вормзера, 974; Д. Фанвізіна, 538; М. Гопта, 744; Р. Корсака, 428; П. Скоржинського, 1002; Ф. Ульфа, 679; Я. Гулиця, 773) та рейтарська шквадрона Е. Марлета (651), 4 солдатських (Білгородський Я. Леслі, 774; Усердський Я. Фанзагера, 796; Карповський С. Вестова, 872; Усмонський Д. Графа, 708) та бєлгородського житлового стрілецького наказу К. Євлєва (526).
У вересні 1664 року, за даними огляду, проведеного новим білгородським воєводою князем Б. О. Рєпніним, Бєлгородський розрядний полк налічував 13,8 тисяч чоловік і складався з помісної кінноти «сотенної служби», копійного полку Івана Саса (993 ч.), при якому була рейтарська шквадрона Єремея Марлета (722 ч.), 7 рейтарських (Федор Вормзер)., 1121 ч.; Денис Фанвізін, 1150 ч ., Михайло Гопт, 876 ч.; Рафайло Корсак, 407 ч.; Петро Скоржинський, 1110 ч.; Франц Ульф, 788 ч., Яган Гуліц, 961 ч.), 4 солдатських (Якоб Леслі, 1404 ч.; Яган Фанзагер, 1158 ч.; Дірік Граф 1043 ч.; Самойло Вестов, 846 ч.) полків, Бєлгородського житлового стрілецького наказу Івана Волкова, а також донських, орішківських та яєцьких козаків (233 ч.). Крім цього до складу Бєлгородського розрядного полку входили 4 слобідських черкаських полків (Харківський, Охтирський, Сумський та Острогозький).
Навесні 1668 року Бєлгородський розрядний полк під час прийому його новим білгородським воєводою князем Г. Г. Ромодановським налічував 15,7 тисяч. Організаційно він складався з помісної кінноти «сотенної служби», копійного полку Івана Саса (946 ч., у Старому Осколі) при якому була рейтарська шквадрона Єремея Марлета (543 ч., Єфремов), 7 рейтарських (Михайла Гопта, 940 чол.; Григорія Полтеєва, 908 чол., Бєлгород; Федора Вормзера, 724, на Обояні; Дениса Фанвізіна, 840, у Мценську; Ягана Гулиця, 710, у Тулі; Франца Ульфа, 1158, у Козлові; Петра Скаржинського, 1014, на Єльці), 2 драгунські (майора Іцхеля Буларта в Новосілі — 444 чол.; підполковника Любімова полку Везевського в Доброму Городищі 764 чол.) і 5 солдатських (у Бєлгороді Якова Леслі 994 чол., Самойло Вестова в Козлові 998 чол., Селяна Любенова в Яблунові 952 чол., Ягана Фанзагера на Воронежі 946 чол., Дірика Графа на Коротояку 669 чол.) полків, Бєлгородського житлового стрілецького наказу Івана Волкова та 4 слобідських черкаських полків (Харківського, Охтирського, Сумського та Острогозького).
Улітку 1669 р. Бєлгородський розрядний полк під командуванням кн. Г. Г. Ромоданівського налічував 22,4 тис. чол.: 307 городових дворян та дітей боярських сотенної служби, 1093 копійників у полку Івана Саса, 8811 рейтар у 8 полках (Бєлгородському Михайла Гопта, 2-м Бєлгородському Григорія Полтьова, Обоянському Якова Одовріна, Мценському Микити Дромонта, Тульському п/п-ка Мирона Золотарьова, Козловському Франца Ульфа, Єлецькому Петра Скаржинського та Добринському (Леонтія Отмустова) та рейтарській шквадроні Єремея Марлента при копійному полку І. Саса, 427 драгун п/п-ка Любима В'язевського, 653 стрільця Бєлгородського житлового стрілецького наказу Івана Волкова, 4600 солдатів у 5 полках (Бєлгородському Якова Лесл, Карповському Самойло Вестова, Яблунівському Селяну Любенова, Воронезькому або Усердському Ягана Фанзагера и Усманьскому Самойло Бейма) та 6496 слобідських козаків 4 полків (Харківського, Охтирського, Сумського та Острогозького).
До початку 1672 року Бєлгородський розрядний полк налічував за переглянутими списками 21,9 тисяч осіб: 83 завоєводники та осавули, 294 містових дворян та дітей боярських сотенної служби, 8921 копійників і рейтар, 474 драгуни, 4302 солдатів, 612 стрільців, 241 донський та орішковий козак та 7038 слобідських черкас. Організаційно Бєлгородський розрядний полк складався з копійного полку полковника Івана Саса при якому була рейтарська шквадрона полковника Єремея Марлета (фактично — повноцінний рейтарський полк чисельністю близько 850 осіб), 8 рейтарських полків (полковники Михайло Гопт, Андрій Цей, Микита Дромонт, Петро Стромічевський, Петро Скоржинський, Франц Ульф, Іван Гаст і стольник Григорій Полтев), драгунської шквадрони полковника Любима В'яземського, 5 солдатських полків (Бєлгородський Єлізарія Кро, Карповський Самойло Вестова, Яблуновський Артемія Росформа, Усердський Вигана Крігера та Усманський Івана Волкова. Слобідські черкаси були організовані у 5 полків: Сумський полковника Герасима Кондратьєва, Харківський Григорія Захарова (Захар'єва), Острогозький Герасима Карабута, Охтирський Дем'яна Зінов'єва і Балаклійський Якова Чернігівця.
Улітку 1673 року надісланим із Москви стряпчим Гаврилою Тухачевським було проведено додатковий розбір бєлгородських служивих людей солдатського ладу та їхніх родичів, за результатами якого на додаток до колишніх 5964 солдатів було прибрано на службу 3238 нових солдатів. Після завершення огляду та верстання нових солдатів 28 вересня було проведено новий розпис (перерозподіл) служивих корпорацій («міст»/повітів) між полками та сформовано новий, 6-й, солдатський полк. Бєлгородський полк Є. Кро за новим розписом налічував 1240 осіб, Яблуновський А. Росформа — 1118, Усердський В. Крігера — 1146, Карповський С. Вестова — 1294, Усманський Ф. Ульфа — 1264, Козловський Івана Гаста — 1302.
Восени 1675 кількість солдатських полків знову було скорочено до 5. У Бєлгородському солдатському полку Є. Кро мало бути 1839 солдатів (Бєлгород, Старий Оскол, Лівни тощо), Яблуновскому О. Росформа — 940 (Яблунов, Єфремов, Новий Оскол тощо), Усердському В. Крігера — 1453 (Усерд, Єлець, Коротояк тощо), Карповському С. Вестова — 1343 (Карпов, Обоянь, Чернь тощо), Усманському Ф. Ульфа — 1247 (Усмань, Воронеж тощо).
У Чигиринському поході 1677 Бєлгородський розрядний полк під командуванням кн. Г. Г. Ромодановського мав налічувати 21,7 тис. чол.: 900 городових дворян та дітей боярських сотенної служби, 450 початкових людей полків «нового ладу», 1361 копійників у копійному полку полковника стольника Г. І. Косагова, 9322 рейтар (у 8 полках генерал-майора Франца Ульфа та полковників Михайла Гопта, Ягана Калбрехта, Микити Друмонта, Петра Скоржинського, Григорія Полтьова, Петра Стромичевського та Ягана Барова, а також рейтарській шквадроні полковника Єремея Марлета при копійному полку Косагова), 843 драгун полку Любима Вяземського, 7973 солдатів (у 6 полках генерал-майора Франца Ульфа, полковників Єлізарія Кро, Артемія Росформа, Анця Олоф Грана, Самойла Вестова та Івана Англера) та 809 стрільців Бєлгородського житлового наказу голови Ігнатія. Також із Бєлгородським полком мали нести службу 11 тис. слобідських черкас (Охтирського, Харківського, Сумського та Острогозького полків).
Восени 1680 р. було складено новий розпис по розрядним полкам («Розпис переліковий ратним людям, які у 189 року розписані по розрядам»), у якій Бєлгородський розрядний полк було поділено на два, Бєлгородський і Тамбовський. З метою полегшення службового навантаження багатьох рейтар планувалося перевести в солдатську службу, проте загальна чисельність двох розрядних полків мала скласти (без черкас) 24,2 тис. чол.: 201 сотенної служби, 5555 копійників та рейтар (5 полків), 17 547 солдатів (12 полків), 779 стрільців та 126 донських козаків. Із них у Бєлгородському розрядному полку мали нести службу 9,9 тис. чол.: 190 містових дворян та дітей боярських сотенної служби, 2278 копійників та рейтар (копійно-рейтарський полк генерал-майора Якова Більса, 1721 чол., та рейтарський Микити Дромонта, 557 чол.), 5,9 тис. солдатів (у полках пана Я. Більса та полковників Віліма Шарфа, Карла Ригимона, Андрія Борнета та Кашпіра Гулиця), 790 стрільців житлового стрілецького наказу Григорія Горюшкіна, 126 донських козаків, 207 ратних людей на Валуйці та 492 у Чугуєва. Крім цього у складі Бєлгородського розрядного полку несли службу 14 865 черкас 4 слобідських полків: 5 тис. Сумського, 3085 Охтирського, 1725 Острозького та 5055 Харківського.
Уже в 1682 р., Бєлгородський і Тамбовський розряди були знову об'єднані в один Бєлгородський, який складався (чисельність полків і полковники наведені за розписом 1682/1683 р.; полки в документі названі за полковими центрами) з одного копійного (Іцхель Буларт, 1483 чол.), 7 рейтарських (Бєлгородський, г-м Яків Більс, 1028; Курський Михайло Гопт, 916; Обоянський, Іван Баров, 850; Лівенський, Іван Фанфенекбір, 875; Козловський, Христофор Ригімон, 991; Мценський, Яган Гуліц, 754; Єлецький, Петро Стромічевський, 601) та 13 солдатських (Бєлгородський, п-м Яков Більс, 1128; Яблуновский Карл Рігимон, 1011; Курський, Самойло Вестов, 1753; Хотмиський, Кашпір Гуліц, 905; Єфремовський, Тобіас Калбрехт, 1482; Коротояцький, Данило Пулст, 1592; Мценський, Михайло Вестов, 1205; Єлецький, Іван Франк, 1245; Усманський, «полковник відкликаний і початкових людей нині немає», 1129; Воронезький, «полковник відкликаний», 1099; Козловський, Матвій Болдвін, 1718; Добренський, Варфоломій Ронорт, 1309), у яких за даними розбірних книг налічувалося 1483 копійника, 6015 рейтар та 16880 солдатів. Крім цього, у Бєлгороді все також перебував Бєлгородський житловий московський стрілецький полк, яким командував Данило Юдін.
У 1687 р. у 1-му Кримському поході чисельність Бєлгородського розрядного полку за даними наряду (без урахування початкових людей) становила близько 26,8 тис. чол.: 408 сотенної служби, 1200 копійників та 6,4 тис. рейтар (у 7 полках: Бєлгородський полковник Данило Пулст, Лівенський Яган Фанфенекбір, Мценський Іцхель Буларт, Обоянський Іван Баров, Козловський Христофор Ригімон, Курський Іван Гопт, Єлецький Кашпір Гуліц), 18 тис. солдатів (у 13 полках: Бєлгородський і Яблунівський полки під командою пана Давида Граама, Курський Михайло Вестов, Єфремовський Юрій Фамендін, Лівенський Єлізарій Кро, Добренський Михайло Горзін, Мценський Петро Ерлант, Єлецький Олександр Лівенстон, Усмонський Гаврила Турнер, Козловський Староосольський Федір Мевс, Хотмиський Яків Готфріт, Воронезький Юхан (Ліпстром) і близько 800 стрільців у житловому наказі Данила Юдіна. Слід зазначити, що у 1-му Кримському поході 1687 р. окремого Бєлгородського розрядного полку сформовано не було, і бєлгородські служиві люди були розділені між кількома розрядними полками.

### Участь у військових діях
Російсько-польська війна (1654—1667)
- Оборона Києва 1658 р.
- Похід на Лівобережжя восени 1658
- Конотопський похід 1659
- Чуднівський похід 1660
- Канівський похід 1662 р.
- Зимовий похід Яна-Казимира 1663—1664

Міжвоєнний період (1667—1672)
- Заколот гетьмана І. М. Брюховецького 1668 р.
- Глухівський похід 1669
- Участь у придушенні повстання С. Т. Разіна
- Конотопський похід 1672

Російсько-турецька війна 1672—1681 рр.
- Підготовка до участі в «Державному поході» на Правобережжі, весна-літо 1673 р.
- Зимовий похід 1673/1674 р. на Правобережжі
- Чигиринський похід 1674
- Похід до Переяславля, серпень-жовтень 1675 р.
- Чигиринський похід 1676 р.
- Чигиринський похід 1677 р.
- Чигиринський похід 1678 р.
- 1-й Київський похід 1679 р.
- 2-й Київський похід 1680 р.
- Будівництво Ізюмської межі 1680—1681 р.

Міжвоєнний період (1682—1686)
Російсько-турецька війна 1686—1700 рр.
- 1-й Кримський похід 1687 р.
- Самарський похід та будівництво Новобогородицької фортеці 1688 р.
- 2-й Кримський похід 1689 р.
- Казикерменський похід 1695 р.
- Азовський похід 1696 р.
- Таванський похід 1697 р.